# Jean Paige
Pour les articles homonymes, voir Paige.
Jean Paige née le 3 juillet 1895 à Paris, dans l'Illinois, et morte le 15 décembre 1990 à Los Angeles, est une actrice américaine, de l'époque du cinéma muet.

## Biographie
Jean Paige est la 3e épouse d'Albert E. Smith, réalisateur, producteur et directeur de la Vitagraph, de 1920 à la mort de celui-ci en 1958.

## Filmographie complète
- 1917 : The Skylight Room, de Martin Justice : Miss Elsie Leeson
- 1917 : The Indian Summer of Dry Valley Johnson, de Martin Justice
- 1917 : Blind Man's Holiday, de Martin Justice
- 1918 : Blake le pirate (Hoarded Assets), de Paul Scardon : Patsy
- 1918 : Le Roi du diamant, de Paul Scardon : Jewel
- 1918 : Tangled Lives, de Paul Scardon : Lola Maynard
- 1918 : The Count and the Wedding Guest, de Martin Justice : Mary Conway
- 1918 : Find the Woman, de Tom Terriss : Nonette
- 1918 : The Golden Goal, de Paul Scardon : Laura Brooks
- 1918 : The Desired Woman, de Paul Scardon : Dolly Drake
- 1918 : Schools and Schools, de Martin Justice
- 1919 : The Darkest Hour, de Paul Scardon : Justine Bouvier
- 1919 : Daring Hearts, de Henry Houry : Suzette
- 1919 : La Bande à Paulette (Too Many Crooks), de Ralph Ince : Charlotte Browning
- 1919 : Beating the Odds, de Paul Scardon : Rosalie Rogers
- 1920 : Hidden Dangers, de William Bertram : Madeline Stanton
- 1920 : The Fortune Hunter, de Tom Terriss : Betty Graham
- 1920 : The Birth of a Soul, de Edwin L. Hollywood : Dorothy Barlow
- 1921 : Beauté noire (Black Beauty), de David Smith : Jessie Gordon
- 1922 : The Prodigal Judge, d'Edward José : Betty Malroy
- 1924 : Le Captain Blood, de David Smith : Arabella Bishop